# Марисов, Борис Петрович
Борис Петрович Марисов (6 августа 1914, Астрахань — 20 апреля 2009, Москва) — советский хозяйственный деятель, начальник Московского Южного порта (1956-1985). Участник ВОВ. Ветеран труда. Заслуженный работник транспорта РСФСР.

## Биография
Родился 6 августа (24 июля) 1914 года в Астрахани. В 1928-1929 годах работал учеником моториста. С 1930 до 1934 года работал молотобойцем в кузнечном цехе судоверфи Главспасвода, учился в вечернем рабфаке.
В 1934 году поступил в Горьковский институт инженеров водного транспорта, который окончил в 1939 году и был направлен на работу в Астраханскую сухогрузную пристань в качестве старшего инженера механизации порта.
Осенью 1939 был направлен на службу в Красную Армию в Киев в 9-й учебный автомобильный полк. В 1940 году полк принимал участие в охране западной границы СССР. В 1940 году полк был направлен для участия в войне с Финляндией. По прибытии в Ленинград заболел туберкулёзом и был комиссован из армии.
С осени 1940 до начала 1941 года возглавлял строительство хлопковой базы на действующем лесном причале в Астрахани.
В начале войны выполнял специальное задание по перевозке нефтяного оборудования, демонтированного с заводов Майкопа и Грозного.
Осень 1941 года с группой специалистов речного флота был направлен в Сталинград для создания Волжской военной флотилии. Однако в связи с  тяжелой военной обстановкой под Москвой вся группа была направлена в г. Быково в 61-й Запасной полк. Марисов был направлен в Камышин на курсы младших политруков.
С октября 1941 по январь 1942 года Марисов был командиром 3-й роты политбойцов 6-го Запасного полка. Весной 1942 года получил звание младшего политрука и был направлен на Волховский фронт в 4-ю армию в резерв политсостава. Вскоре после этого был направлен в 1016-й полк 288-й Стрелковой дивизии на должность секретаря политотдела этой дивизии. С ноября 1942 по январь 1943 года был заместителем командира батальона по политчасти.
С января по март 1943 года был старшим инструктором политотдела 310 Стрелковой дивизии, которая принимала активное участие в прорыве ленинградской блокады, а затем с боями прошла до Великого Новгорода.
С марта по сентябрь 1943 года – курсант курсов старших инструкторов по работе среди войск и населения противника. По их окончании был назначен старшим инструктором 177-й Стрелковой дивизии по работе среди войск противника, с которой на Волховском фронте принимал участие в боях по освобождению городов Эстонии. В середине 1944 года дивизия была отправлена в Ленинград, где принимала участие в боях против Финляндии. В августе 1944 года дивизия прошла всю Финляндию и была оставлена для охраны новой границы. Затем Марисов получил назначение в 124-ю Стрелковую дивизию, в составе которой участвовал в прорыве немецкой обороны и занятии города Гумбинен.
В июне 1945 года в составе дивизии Марисов прибыл в Монголию в район города Чойбалсан. Сделав марш через пустыню Гоби на правый фланг Забайкальского фронта, дивизия приняла участие вместе с США в разгроме японской армии. С сентября 1945 года Борис Петрович был инструктором-литератором политотдела 36-й Дальневосточной армии. В конце октября отправился для продолжения службы в Берлин, где принял участие в создании аппарата управления Советской военной администрации на оккупированной советскими войсками территории. Марисова назначили старшим инженером транспортного управления Советской военной администрации. Одновременно он был назначен сопредседателем Комитета внутреннего водного транспорта Германии, перед которым стояла задача решать вопросы вывода немецкого речного флота в СССР в порядке компенсации потерь, нанесённых немцами.
С декабря 1945 до середины 1948 года являлся старшим инструктором по кадрам Управления пропаганды Советской военной администрации в Берлине. Затем был назначен заместителем начальника  транспортного Управления военной администрации.
После ухудшения состояния здоровья (обострение туберкулёза) и девятимесячного лечения Борис Петрович уволился из армии в 1949 году и поступил на работу в Московско-Окское речное пароходство. Был назначен начальником пристани в Павлово-на-Оке. После 2,5 лет работы был направлен в Москву на должность заместителя начальника по пассажирским перевозкам Московского пароходства.
В 1956 году перешёл на работу в Московский Южный порт на должность начальника порта. Проработал в этой должности 30 лет, до 1985 года. За время его работы увеличилась мощность порта, протяжённость причального фронта увеличилась в 2 раза, многократно возросла производительность труда, снизилась себестоимость переработки груза.
Коллектив порта участвовал в разработке и внедрении в производство новых технологий и механизмов, что позволило полностью удовлетворить потребности Москвы в строительных материалах - в песке, бутовом камне, древесине, а также обеспечивать энергетическую безопасность Москвы.
Силами строительных подразделений порта по заданию Минэнерго была построена металлическая причальная стенка протяженностью 550 п.м., на которой сооружен перегрузочный комплекс для выгрузки и хранения угля, с подъездными железнодорожными путями, пропускной способностью до 20 тысяч тонн в сутки. Построенный причальный фронт резко увеличил мощности порта. Объём переработки грузов за 1966-1975 годы возрос более чем в четыре раза, производительность труда на погрузочно-разгрузочных работах возросла на 80%, прибыль увеличилась почти в три раза, средняя валовая норма обработки транзитного тоннажа снизилась на 30%. Угольный причал Южного порта до сих пор является одним из крупнейших энергетических терминалов Москвы.
Южный порт принимал участие в снабжении железобетонными деталями важнейших строек страны тех лет – АвтоВАЗа, Атоммаша, КамАЗа.
В 1970 году под руководством Марисова был открыт один из первых в стране контейнерных терминалов.
В 1976 году в составе группы инженеров порта Марисов участвовал в разработке и внедрении высокопроизводительного комплекса переработки зерна по схеме судно-вагон и по краново-бункерной схеме, что увеличило перевалочную способность в 6,5 раз.
В годы перестройки коллектив порта под руководством Марисова продолжал изыскание новых грузопотоков. В 1984-85 годы по просьбе Управления Мосводоканала порт организовал перевозку илового осадка с полей Курьяновского объединения станции аэрации Мосочиствода.  Было вывезено несколько миллионов тонн осадков, завезён песок, создана большая площадка для строительства жилого района Марьино.
Велика была роль Марисова в решении социальных задач. Руководство порта создало отдел капитального строительства, и с 1956 по 1985 год порт построил своими силами 21 жилой дом общей площадью около 150 тысяч квадратных метров, детский комбинат в Нагатино на 360 мест, два бытовых оздоровительных корпуса на 500 мест. Было возведено также пять капитальных складов общей площадью 15 тысяч квадратных метров.
Деятельность коллектива Южного порта, руководимого Б. П. Марисовым, была высоко оценена государством. В 1981 году Московский Южный речной порт был награждён орденом Трудового Красного Знамени.
В 1985 году по достижении 70-летнего возраста Марисов попросил отставки с должности начальника порта и продолжил работать в порту мастером производственного обучения.
Борис Петрович был участником IV и VII сессии Верховного совета РСФСР 4 созыва 1957 года; депутатом Московского городского совета депутатов трудящихся 7 созыва 1959 года, 9 созыва 1963 года, 12 созыва 1969 года, 13 созыва 1971 года; депутатом Пролетарского районного совета депутатов трудящихся 10 созыва 1965 года; депутатом Люблинского районного совета депутатов трудящихся 1975, 1977, 1982 годов; членом Люблинского райкома КПСС в 1971, 1974, 1978, 1980, 1983 годах.
Умер 20 апреля 2009 года в Москве.

## Память
В 2010 году в московских Печатниках у проходной Южного речного порта был установлен памятник Б. П. Марисову (скульптор Андрей Следков), представляющий собой бронзовый бюст и рельефную доску на общем постаменте.
В годовщину смерти администрация порта установила мемориальную доску.
Также именем Марисова назван теплоход-балкер типа Окский Р-97И.
- Теплоход-балкер «Борис Марисов»
- Мемориальная доска Марисову Б.П.

## Награды
Ордена
- Орден Отечественной войны II степени (1946, 1985)
- Орден Трудового Красного Знамени (1966)
- Орден Октябрьской Революции (1971)

Медали
- Медаль «За победу над Германией в Великой Отечественной войне 1941—1945 гг.»
- Медаль «За победу над Японией»
- Медаль Жукова
- Медаль «За взятие Кёнигсберга»
- Медаль «За оборону Ленинграда»
- Юбилейная медаль «Двадцать лет Победы в Великой Отечественной войне 1941—1945 гг.»
- Юбилейная медаль «25 лет победы в Великой Отечественной войне»
- Юбилейная медаль «Тридцать лет Победы в Великой Отечественной войне 1941—1945 гг.»
- Юбилейная медаль «Сорок лет Победы в Великой Отечественной войне 1941—1945 гг.»
- Юбилейная медаль «50 лет Победы в Великой Отечественной войне 1941—1945 гг.»
- Юбилейная медаль «60 лет победы в Великой Отечественной войне»
- Медаль «За трудовую доблесть» (1955)
- Медаль «В память 250-летия Ленинграда» (1957)
- Юбилейная медаль «30 лет Советской Армии и Флота»
- Юбилейная медаль «50 лет Вооружённых Сил СССР»
- Юбилейная медаль «60 лет Вооружённых Сил СССР»
- Юбилейная медаль «70 лет Вооружённых Сил СССР»
- Медали «За доблестный труд» (1976, 1977)
- Юбилейная медаль «300 лет Российскому флоту» (1996)
- Медаль «В память 850-летия Москвы» (1997)

Почётные звания и знаки
- Знак «Фронтовик 1941-1945».
- Отличник социалистического соревнования речного флота (1958).
- Почётный знак Гражданской обороны СССР.
- Звание «Ветеран труда порта» (1974).
- Ударник коммунистического труда (1983).
- Звание «Заслуженный работник транспорта РСФСР».
- Нагрудный знак «Почётный работник транспорта России» (1994).

## Публикации
- Марисов Б. П. Совершенствование организации доставки леса в Москву. – М.: ЦБНТИ МРФ] 1974. – 21 с.[7]
- Рационализаторское предложение по реконструкции зернового причала (1976).
- Марисов Б. П. Московский Южный порт – речные ворота столицы: Опыт работы Моск. Юж. порта. – М.: Транспорт, 1982. – 46 с.[8]
- Марисов Б. П. История Южного речного порта. – М., 2000.